# 72. бригада за специјалне операције
72. бригада за специјалне операције је елитна јединица Војске Србије. Основана је 1992. као део Војске Југославије. Учествовала је у одбрани земље током ратова 1990их и у одбрани од НАТО агресије, чувајући државну границу на најтежим планинским превојима и спречавајући упаде терориста и НАТО трупа на територију Србије. Јединица је 2006. током процеса смањивања и урушавања војске сведена на ранг батаљона и постала је део Специјалне бригаде.
Поново је постала бригада крајем 2019. указом председника Александра Вучића и одлуком Генералштаба 21.  децембра 2019, а у циљу јачања војне и одбрамбене моћи земље, одлучено је да 72. бригада за специјалне операције буде опет формирана.   Намењена је за специјалне, извиђачке и диверзантске операције дубоко иза непријатељских линија.
Бригада се састоји од команде, командног батаљона,  батаљона „Грифони",  батаљона „Соколови", батаљона за обезбеђење и подршку специјалних дејстава “Орлови” и логистичке чете.

## Структура
Организациону структуру елитне 72. бригаде чине:
- Команда
- Командни батаљон
- Батаљон за специјалне операције „Грифони"
- Батаљон за специјалне операције „Соколови"
- Батаљон за подршку и обезбеђење специјалних дејстава “Орлови”
- Логистичка чета
- Вод Војне Полиције

## Намена и задаци
Задаци Специјалне бригаде:
- Специјално извиђање у оперативној и стратегијској дубини;
- Директне акције против снага непријатеља и на војне објекте непријатеља;
- Борба против тероризма;
- Противпобуњеничка борба;
- Решавање талачких ситуација;
- Борбено трагање и спасавање.